# Alfred Uhl
Pour les articles homonymes, voir Uhl.
Alfred Uhl (né le 5 juin 1909 à Vienne, mort le 8 juin 1992 dans la même ville) est un compositeur et chef d'orchestre autrichien.

## Biographie
Alfred Uhl, fils d'un postier, est élève du Realgymnasium de Vienne et étudie la composition comme élève de Franz Schmidt à l'Académie de musique et des arts du spectacle de Vienne jusqu'au doctorat. Après l'Anschluss, il devient en 1938 président de district de la section I du département de musique folklorique de la Chambre de la musique du Reich. En 1940, il est enrôlé dans la Wehrmacht, mais est libéré en 1941 après avoir été grièvement blessé. En 1943, sur proposition du Reichsstatthalter et Gauleiter Baldur von Schirach, il reçoit le prix Schubert de la ville de Vienne, est nommé enseignant à l'Université de musique de Vienne puis professeur. À cette époque, il se fait connaître comme compositeur.
Après la fin de la Seconde Guerre mondiale, il continue à enseigner la composition et le solfège à l'Université de Musique de Vienne jusqu’en 1979. De 1949 à 1954, il est président de la Société autrichienne de Nouvelle musique, qu'il cofonde. En 1964, il est nommé professeur agrégé et en 1966 professeur titulaire. Ses étudiants sont notamment Friedrich Cerha, Georg Ebert, Karlheinz Essl, Heinz Karl Gruber, Augustin Kubizek, Anestis Logothetis, Gerhard Lampersberg, Johann Sengstschmid ainsi que Franz Georg Pressler alias Fatty George.De 1970 à 1975, Uhl est président de l'AKM Autoren, Komponisten und Musikverleger.
Il réalise sa percée en tant que compositeur en 1957 avec la création de l'oratorio Gilgamesh. Il apporte de grandes contributions en tant que professeur de musique et écrit un cahier d'exercices de base pour la clarinette.

## Œuvre

### Filmographie
- 1933 : Mensch im Schnee
- 1934 : Mittelholzers Abessinienflug
- 1934 : Abyssinia
- 1936 : So lebt China
- 1939 : Fristlos entlassen
- 1951 : Das gestohlene Jahr
- 1951 : Schwindel im Dreivierteltakt (de)
- 1952 : Frühlingsstimmen
- 1953 : Der Verschwender
- 1957 : Vienne, ville de mes rêves
- 1959 : Panoptikum 59